# ベイリー・ウィリス

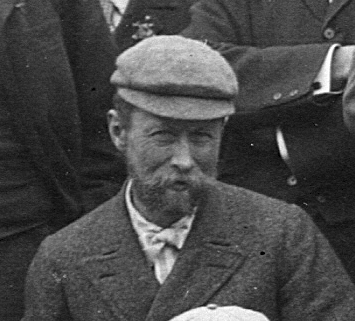
Bailey Willis

ベイリー・ウィリス（Bailey Willis、1857年3月31日 - 1949年2月19日）はアメリカ合衆国の技術者、地球科学者。アメリカ地質調査所などで働いた後に、スタンフォード大学の教授を務めた。レーニア山が1899年に国立公園に指定されるのに重要な役割を果たした。晩年は地震学を研究し、その時代の地震学の権威となった。

## 人物
ニューヨーク州のIdle Wild-on-Hudsonに生まれた。父親は詩人、作家のナサニエル・ウィリスである。鉱山学と土木工学を学んだ後、1881年から1884年まで、ノーザン・パシフィック鉄道で地質調査を行った。1884年から1915年の間はアメリカ地質調査所で働き、アパラチアの地質研究の部門の長に任命された。1893年に著書"The Mechanics of Appalachian Structure"を発表した。1895年からジョンズ・ホプキンス大学で地質学を教え、1910年から1914年の間はアルゼンチン政府の顧問を務めた。1920年代には、地震災害を防止するキャンペーンを行い建築の安全性を高める研究を行った。アメリカ地質調査所を退職した後スタンフォード大学の地質学教授と学部長に任じられ1922年まで働いた。1920年に全米科学アカデミーの会員に選ばれ、1921年から1926年の間はアメリカ地震学会の会長を務めた。1944年にアメリカ地質学会からペンローズ・メダルを受賞した。